# 1. Fußball-Club Saarbrücken 1994-1995
Questa voce raccoglie le informazioni riguardanti il 1. Fußball-Club Saarbrücken nelle competizioni ufficiali della stagione 1994-1995.

## Stagione
Nella stagione 1994-1995 il Saarbrücken, allenato da Reiner Hollmann e Klaus Scheer, concluse il campionato di 2. Bundesliga al 7º posto. In Coppa di Germania il Saarbrücken fu eliminato agli ottavi di finale dal St. Pauli.

## Rosa
| N. |                       | Ruolo | Calciatore         |
| -- | --------------------- | ----- | ------------------ |
| 26 | Nigeria (bandiera)    | C     | Stephen Musa       |
|    | Germania (bandiera)   | P     | Denis Gilgemann    |
|    | Germania (bandiera)   | P     | Manfred Kubik      |
|    | Germania (bandiera)   | P     | Stephan Straub     |
|    | Germania (bandiera)   | D     | Henning Bürger     |
|    | Germania (bandiera)   | D     | Bernd Eichmann     |
|    | Germania (bandiera)   | D     | Peter Eiden        |
|    | Germania (bandiera)   | D     | Sascha Hildmann    |
|    | Germania (bandiera)   | D     | Patrick Klyk       |
|    | Germania (bandiera)   | D     | Jörn Schwinkendorf |
|    | Slovacchia (bandiera) | D     | Miloš Tomaš        |
|    | Germania (bandiera)   | D     | Joachim Trautmann  |
|    | Germania (bandiera)   | C     | Andreas Abel       |
|    | Germania (bandiera)   | C     | Thomas Gerstner    |
|    | Germania (bandiera)   | C     | Falko Götz         |

| N. |                        | Ruolo | Calciatore        |
| -- | ---------------------- | ----- | ----------------- |
|    | Germania (bandiera)    | C     | Arne Hoffart      |
|    | Germania (bandiera)    | C     | Matthias Lust     |
|    | Germania (bandiera)    | C     | Jörg Reeb         |
|    | Germania (bandiera)    | C     | Bernd Rohrbacher  |
|    | Germania (bandiera)    | C     | Thorsten Schmugge |
|    | Germania (bandiera)    | C     | Christian Simon   |
|    | Germania (bandiera)    | C     | Thomas Stickroth  |
|    | Germania (bandiera)    | C     | Sachar Theres     |
|    | Stati Uniti (bandiera) | C     | Brad Wilson       |
|    | Germania (bandiera)    | A     | Angelo Donato     |
|    | Germania (bandiera)    | A     | Markus Lützler    |
|    | Stati Uniti (bandiera) | A     | Joe-Max Moore     |
|    | Germania (bandiera)    | A     | Jörg Nowotny      |
|    | Slovacchia (bandiera)  | A     | Mikuláš Radványi  |
|    | Germania (bandiera)    | A     | Andreas Schwinn   |

## Organigramma societario
Area tecnica
- Allenatore: Klaus Scheer
- Allenatore in seconda:
- Preparatore dei portieri:
- Preparatori atletici:

## Calciomercato

### Sessione estiva
| Acquisti | Acquisti           | Acquisti               | Acquisti |
| R.       | Nome               | da                     | Modalità |
| -------- | ------------------ | ---------------------- | -------- |
| D        | Peter Eiden        | Borussia Neunkirchen   |          |
| C        | Thomas Gerstner    | Wolfsburg              |          |
| C        | Falko Götz         | Galatasaray            |          |
| C        | Arne Hoffart       | Eintracht Braunschweig |          |
| P        | Manfred Kubik      | Meppen                 |          |
| A        | Jörg Nowotny       | Bayer Leverkusen       |          |
| A        | Mikuláš Radványi   | DAC Dunajská Streda    |          |
| C        | Thorsten Schmugge  | Wuppertal              |          |
| D        | Jörn Schwinkendorf | Wuppertal              |          |
| C        | Christian Simon    | Friburgo               |          |
| C        | Sachar Theres      | Sandhausen             |          |
| D        | Miloš Tomaš        | DAC Dunajská Streda    |          |

| Cessioni | Cessioni            | Cessioni          | Cessioni |
| R.       | Nome                | a                 | Modalità |
| -------- | ------------------- | ----------------- | -------- |
| D        | Stephan Beckenbauer | Bayern Monaco II  |          |
| C        | Dirk Fengler        | Eintracht Treviri |          |
| D        | Wenanty Fuhl        | SC Hauenstein     |          |
| D        | Matthias Hönerbach  | Eintracht Treviri |          |
| C        | Giorgi Kinkladze    | Dinamo Tbilisi    |          |
| C        | Peter Knäbel        | Monaco 1860       |          |
| P        | Marco Kostmann      | Amburgo II        |          |
| C        | Jürgen Lange        | Homburg           |          |
| A        | Yuriy Savichev      | St. Pauli         |          |
| D        | Murtaz Shelia       | Dinamo Tbilisi    |          |
| D        | Thomas Stratos      | Arminia Bielefeld |          |
| A        | Eric Wynalda        | Bochum            |          |
| D        | Zambiasi            | Coritiba          |          |

### Sessione invernale
| Acquisti | Acquisti | Acquisti | Acquisti |
| R.       | Nome     | da       | Modalità |
| -------- | -------- | -------- | -------- |

| Cessioni | Cessioni | Cessioni | Cessioni |
| R.       | Nome     | a        | Modalità |
| -------- | -------- | -------- | -------- |

## Risultati

### 2. Bundesliga

#### Girone di andata
| Arbitro: | Fröhlich |

|           |           |                     |
| Simon 70’ | Marcatori | 17’ Cyroń 23’ Voigt |

| Arbitro: | Rüdiger |

|             |           |          |
| Panadić 33’ | Marcatori | 28’ Götz |

| Arbitro: | Hauer |

|                                                 |           |  |
| Svinggaard 24’ Akonnor 50’ Fuchs 87’ de Wit 90’ | Marcatori |  |

| Arbitro: | Osmers |

|                       |           |  |
| Radványi 75’ Reeb 89’ | Marcatori |  |

| Hannover 18 settembre 1994, ore 15:00 CEST 5ª giornata | Hannover 96 | 0 – 0 referto | Saarbrücken | Niedersachsenstadion (5 300 spett.)\| Arbitro: \| Fleske \| |
| Arbitro:                                               | Fleske      |               |             |                                                             |

| Arbitro: | Weber |

|                        |           |            |
| Simon 11’ Radványi 65’ | Marcatori | 17’ Criens |

| Arbitro: | Stark |

|                     |           |          |
| Ramelow 26’ Isa 76’ | Marcatori | 21’ Götz |

| Arbitro: | Scheuerer |

|           |           |                              |
| Simon 80’ | Marcatori | 2’ Savichev 49’ (aut.) Tomaš |

| Arbitro: | Fleischer |

|           |           |                       |
| Weiss 44’ | Marcatori | 58’ (aut.) Neustädter |

| Arbitro: | Hufgard |

|           |           |           |
| Moore 45’ | Marcatori | 2’ Tipold |

| Arbitro: | Hotop |

|  |           |                             |
|  | Marcatori | 40’ Musa 64’ Lust 86’ Simon |

| Arbitro: | Casper |

|          |           |             |
| Götz 45’ | Marcatori | 73’ Freiler |

| Arbitro: | Kiefer |

|                       |           |          |
| Meißner 29’ Reich 52’ | Marcatori | 86’ Lust |

| Arbitro: | Friedrichs |

|                    |           |                   |
| Moore 41’ Götz 84’ | Marcatori | 71’, 89’ Baumgart |

| Arbitro: | Byernetzky |

|                        |           |                       |
| Petrenko 26’ Preuß 65’ | Marcatori | 37’ Götz 83’ Schmugge |

| Arbitro: | Frey |

|                   |           |               |
| Musa 56’ Reeb 73’ | Marcatori | 81’ Rauffmann |

| Arbitro: | Friedrichs |

|                        |           |  |
| Rische 67’ Bärwolf 70’ | Marcatori |  |

#### Girone di ritorno
| Düsseldorf 20 febbraio 1995, ore 20:15 CET 18ª giornata | Fortuna Düsseldorf | 0 – 0 referto | Saarbrücken | Rheinstadion (6 500 spett.)\| Arbitro: \| Müller \| |
| Arbitro:                                                | Müller             |               |             |                                                     |

| Arbitro: | Pohlmann |

|           |           |          |
| Moore 79’ | Marcatori | 84’ Veit |

| Arbitro: | Dörr |

|           |           |                       |
| Moore 32’ | Marcatori | 68’ Lipinski 89’ Beck |

| Arbitro: | Dehmelt |

|                                 |           |               |
| Leśniak 7’, 21’, 73’ Preetz 45’ | Marcatori | 20’ Stickroth |

| Arbitro: | Haupt |

|                                        |           |  |
| Stickroth 16’ Radványi 32’ Nowotny 90’ | Marcatori |  |

| Arbitro: | Prengel |

|  |           |                    |
|  | Marcatori | 11’ Reeb 54’ Moore |

| Arbitro: | Hotop |

|                       |           |  |
| Moore 29’ Nowotny 90’ | Marcatori |  |

| Amburgo 9 aprile 1995, ore 15:00 CEST 25ª giornata | St. Pauli | 0 – 0 referto | Saarbrücken | Millerntor-Stadion (18 702 spett.)\| Arbitro: \| Domurat \| |
| Arbitro:                                           | Domurat   |               |             |                                                             |

| Arbitro: | Kiefer |

|           |           |  |
| Moore 45’ | Marcatori |  |

| Zwickau 23 aprile 1995, ore 15:00 CEST 27ª giornata | Zwickau | 0 – 0 referto | Saarbrücken | Westsachsenstadion (6 852 spett.)\| Arbitro: \| Ertl \| |
| Arbitro:                                            | Ertl    |               |             |                                                         |

| Arbitro: | Buchhart |

|                    |           |            |
| Moore 71’ Lust 85’ | Marcatori | 89’ Molnar |

| Arbitro: | Stark |

|  |           |           |
|  | Marcatori | 51’ Moore |

| Saarbrücken 12 maggio 1995, ore 19:30 CEST 30ª giornata | Saarbrücken | 0 – 0 referto | Wolfsburg | Ludwigsparkstadion (5 500 spett.)\| Arbitro: \| Friedrichs \| |
| Arbitro:                                                | Friedrichs  |               |           |                                                               |

| Arbitro: | Rüdiger |

|                             |           |                           |
| Milde 25’ Beinlich 29’, 59’ | Marcatori | 81’ Stickroth 90’ Nowotny |

| Arbitro: | Merk |

|                                   |           |  |
| Moore 39’, 77’, 83’ Stickroth 62’ | Marcatori |  |

| Arbitro: | Domurat |

|                                              |           |               |
| Vorholt 35’ Sievers 49’, 72’, 90’ Thoben 89’ | Marcatori | 40’ Stickroth |

| Arbitro: | Dardenne |

|                                      |           |                                     |
| Stickroth 43’ Moore 69’ Schmugge 70’ | Marcatori | 11’ Hoffmann 18’ Bärwolf 90’ Rische |

### Coppa di Germania
| Arbitro: | Strampe |

|  |           |                    |
|  | Marcatori | 59’ Lust 88’ Tomaš |

| Arbitro: | Dardenne |

|  |           |                       |
|  | Marcatori | 45’ Götz 84’ Schmugge |

| Arbitro: | Zerr |

|           |           |                                   |
| Tomaš 65’ | Marcatori | 8’, 71’ Pröpper 33’, 62’ Savichev |

## Statistiche

### Statistiche di squadra
| Competizione      | Punti | In casa | In casa | In casa | In casa | In casa | In casa | In trasferta | In trasferta | In trasferta | In trasferta | In trasferta | In trasferta | Totale | Totale | Totale | Totale | Totale | Totale | DR |
| Competizione      | Punti | G       | V       | N       | P       | Gf      | Gs      | G            | V            | N            | P            | Gf           | Gs           | G      | V      | N      | P      | Gf     | Gs     | DR |
| ----------------- | ----- | ------- | ------- | ------- | ------- | ------- | ------- | ------------ | ------------ | ------------ | ------------ | ------------ | ------------ | ------ | ------ | ------ | ------ | ------ | ------ | -- |
| 2. Bundesliga     | 46    | 17      | 8       | 6       | 3       | 29      | 17      | 17           | 3            | 7            | 7            | 16           | 26           | 34     | 11     | 13     | 10     | 45     | 43     | +2 |
| Coppa di Germania | -     | 1       | 0       | 0       | 1       | 1       | 4       | 2            | 2            | 0            | 0            | 4            | 0            | 3      | 2      | 0      | 1      | 5      | 4      | +1 |
| Totale            | 46    | 18      | 8       | 6       | 4       | 30      | 21      | 19           | 5            | 7            | 7            | 20           | 26           | 37     | 13     | 13     | 11     | 50     | 47     | +3 |

### Andamento in campionato
| Giornata  | 1  | 2  | 3  | 4  | 5  | 6  | 7  | 8  | 9  | 10 | 11 | 12 | 13 | 14 | 15 | 16 | 17 | 18 | 19 | 20 | 21 | 22 | 23 | 24 | 25 | 26 | 27 | 28 | 29 | 30 | 31 | 32 | 33 | 34 |
| --------- | -- | -- | -- | -- | -- | -- | -- | -- | -- | -- | -- | -- | -- | -- | -- | -- | -- | -- | -- | -- | -- | -- | -- | -- | -- | -- | -- | -- | -- | -- | -- | -- | -- | -- |
| Luogo     | C  | T  | T  | C  | T  | C  | T  | C  | T  | C  | T  | C  | T  | C  | T  | C  | T  | T  | C  | C  | T  | C  | T  | C  | T  | C  | T  | C  | T  | C  | T  | C  | T  | C  |
| Risultato | P  | N  | P  | V  | N  | V  | P  | P  | N  | N  | V  | N  | P  | N  | N  | V  | P  | N  | N  | P  | P  | V  | V  | V  | N  | V  | N  | V  | V  | N  | P  | V  | P  | N  |
| Posizione | 13 | 12 | 16 | 11 | 11 | 10 | 13 | 16 | 16 | 16 | 11 | 12 | 14 | 13 | 14 | 10 | 13 | 12 | 13 | 14 | 15 | 15 | 12 | 10 | 11 | 9  | 8  | 8  | 7  | 8  | 9  | 7  | 7  | 7  |

Legenda:

Luogo: C = Casa; T = Trasferta. Risultato: V = Vittoria; N = Pareggio; P = Sconfitta.

### Statistiche dei giocatori
| Giocatore        | 2. Bundesliga | 2. Bundesliga | 2. Bundesliga | 2. Bundesliga | Coppa di Germania | Coppa di Germania | Coppa di Germania | Coppa di Germania | Totale   | Totale | Totale      | Totale     |
| Giocatore        | Presenze      | Reti          | Ammonizioni   | Espulsioni    | Presenze          | Reti              | Ammonizioni       | Espulsioni        | Presenze | Reti   | Ammonizioni | Espulsioni |
| ---------------- | ------------- | ------------- | ------------- | ------------- | ----------------- | ----------------- | ----------------- | ----------------- | -------- | ------ | ----------- | ---------- |
| A. Abel          | 0             | 0             | 0             | 0             | 0                 | 0                 | 0                 | 0                 | 0        | 0      | 0           | 0          |
| H. Bürger        | 25            | 0             | 4             | 1             | 3                 | 0                 | 0                 | 0                 | 28       | 0      | 4           | 1          |
| A. Donato        | 1             | 0             | 0             | 0             | 0                 | 0                 | 0                 | 0                 | 1        | 0      | 0           | 0          |
| B. Eichmann      | 18            | 0             | 8             | 0             | 3                 | 0                 | 2                 | 0                 | 21       | 0      | 10          | 0          |
| P. Eiden         | 0             | 0             | 0             | 0             | 0                 | 0                 | 0                 | 0                 | 0        | 0      | 0           | 0          |
| T. Gerstner      | 5             | 0             | 0             | 0             | 2                 | 0                 | 1                 | 0                 | 7        | 0      | 1           | 0          |
| D. Gilgemann     | 0             | 0             | 0             | 0             | 0                 | 0                 | 0                 | 0                 | 0        | 0      | 0           | 0          |
| F. Götz          | 30            | 5             | 7             | 2             | 3                 | 1                 | 1                 | 0                 | 33       | 6      | 8           | 2          |
| S. Hildmann      | 0             | 0             | 0             | 0             | 0                 | 0                 | 0                 | 0                 | 0        | 0      | 0           | 0          |
| A. Hoffart       | 2             | 0             | 0             | 0             | 2                 | 0                 | 0                 | 1                 | 4        | 0      | 0           | 1          |
| P. Klyk          | 13            | 0             | 1             | 0             | 0                 | 0                 | 0                 | 0                 | 13       | 0      | 1           | 0          |
| M. Kubik         | 12            | 0             | 1             | 0             | 3                 | 0                 | 0                 | 0                 | 15       | 0      | 1           | 0          |
| M. Lust          | 31            | 3             | 6             | 0             | 2                 | 1                 | 0                 | 0                 | 33       | 4      | 6           | 0          |
| M. Lützler       | 1             | 0             | 0             | 0             | 0                 | 0                 | 0                 | 0                 | 1        | 0      | 0           | 0          |
| J. Moore         | 30            | 13            | 3             | 1             | 2                 | 0                 | 0                 | 0                 | 32       | 13     | 3           | 1          |
| S. Musa          | 21            | 2             | 3             | 0             | 0                 | 0                 | 0                 | 0                 | 21       | 2      | 3           | 0          |
| J. Nowotny       | 20            | 3             | 2             | 0             | 1                 | 0                 | 0                 | 0                 | 21       | 3      | 2           | 0          |
| M. Radványi      | 21            | 3             | 3             | 0             | 2                 | 0                 | 0                 | 0                 | 23       | 3      | 3           | 0          |
| J. Reeb          | 33            | 3             | 3             | 0             | 3                 | 0                 | 0                 | 0                 | 36       | 3      | 3           | 0          |
| B. Rohrbacher    | 0             | 0             | 0             | 0             | 0                 | 0                 | 0                 | 0                 | 0        | 0      | 0           | 0          |
| T. Schmugge      | 32            | 2             | 3             | 0             | 3                 | 1                 | 1                 | 0                 | 35       | 3      | 4           | 0          |
| J. Schwinkendorf | 24            | 0             | 4             | 0             | 2                 | 0                 | 0                 | 0                 | 26       | 0      | 4           | 0          |
| A. Schwinn       | 1             | 0             | 0             | 0             | 0                 | 0                 | 0                 | 0                 | 1        | 0      | 0           | 0          |
| C. Simon         | 18            | 4             | 1             | 0             | 2                 | 0                 | 1                 | 0                 | 20       | 4      | 2           | 0          |
| T. Stickroth     | 30            | 6             | 4             | 0             | 1                 | 0                 | 0                 | 0                 | 31       | 6      | 4           | 0          |
| S. Straub        | 22            | 0             | 0             | 0             | 0                 | 0                 | 0                 | 0                 | 22       | 0      | 0           | 0          |
| S. Theres        | 5             | 0             | 0             | 0             | 1                 | 0                 | 0                 | 0                 | 6        | 0      | 0           | 0          |
| M. Tomaš         | 31            | 0             | 6             | 0             | 3                 | 2                 | 1                 | 0                 | 34       | 2      | 7           | 0          |
| J. Trautmann     | 11            | 0             | 1             | 0             | 1                 | 0                 | 0                 | 0                 | 12       | 0      | 1           | 0          |
| B. Wilson        | 0             | 0             | 0             | 0             | 0                 | 0                 | 0                 | 0                 | 0        | 0      | 0           | 0          |